# Opius peleus
Opius peleus är en stekelart som beskrevs av Fischer 1970. Opius peleus ingår i släktet Opius och familjen bracksteklar. Inga underarter finns listade i Catalogue of Life.